# Elezioni presidenziali in Gabon del 2005
Le elezioni presidenziali in Gabon del 2005 si tennero il 27 novembre.

## Risultati
| Candidati               | Partiti                        | Voti    | %     |
| ----------------------- | ------------------------------ | ------- | ----- |
| Omar Bongo              | Partito Democratico Gabonese   | 275 819 | 79,18 |
| Pierre Mamboundou       | Unione del Popolo Gabonese     | 47 410  | 13,61 |
| Zacharie Myboto         | Indipendente                   | 22 921  | 6,58  |
| Augustin Moussavou King | Partito Socialista Gabonese    | 1 149   | 0,33  |
| Christian Maronga       | Raggruppamento dei Democratici | 1 045   | 0,30  |
| Totale                  | Totale                         | 348 344 | 100   |